# David Herrero
David Herrero Llorente (Bilbao, Vizcaya, España, 18 de octubre de 1979) es un exciclista español. Es además licenciado en Ciencias Químicas.

## Biografía

### Inicios en el ciclismo
En 2000 participó con la selección española en el Mundial sub-23, disputando la contrarreloj en dicha categoría. En el año 2012 decidió aparcar la bicicleta durante un lustro para empezar a estudiar odontología en la UEMC en Valladolid, pero sigue pensando volver al mundo del ciclismo.

### Ciclismo profesional

#### Debut de naranja

##### 2002
Debutó como profesional en 2002 con el maillot naranja del equipo de su tierra, el Euskaltel-Euskadi. En su primera temporada logró estrenar su palmarés, ganando la primera etapa de la Vuelta a Castilla y León. En total fue el líder durante tres jornadas, hasta que en la cuarta etapa cedió esa posición, siendo finalmente vigesimosegundo en la ronda castellana.
Ese verano corrió dos clásicas vascas, el Circuito de Guecho y la Subida a Urkiola, siendo el segundo mejor clasificado de su equipo en la segunda de ellas al finalizar vigesimoquinto. Ambas clásicas se disputaron entre las dos grandes vueltas en las que participó su equipo ese año, el Tour y la Vuelta, para las que no fue seleccionado.

##### 2003
En 2003 logró su segunda victoria como profesional al imponerse en la primera etapa de la Vuelta a La Rioja. En la siguiente jornada cedió el maillot de líder, hasta concluir undécimo en la clasificación general. En esa parte inicial de la temporada participó asimismo en carreras como el Critérium Internacional, la Klasika Primavera o la Clásica de Alcobendas, aunque con discretos resultados.
En la parte final de la temporada corrió en varias carreras francesas, siendo cuarto en una etapa del Tour del Porvenir que ganó Samuel Dumoulin y sexto en una etapa del Tour de Limousin.

#### Breve cambio de aires

##### 2004
En 2004 corrió en el Costa de Almería-Paternina. El 14 de mayo ganó una etapa de la Vuelta a Asturias. Ganó la Clásica de Ordizia, al imponerse al sprint a los otros dos ciclistas que conformaron el trío de cabeza: Gustavo Domínguez (Relax-Bodysol) y David Latasa (Kelme-Costa Blanca).

#### Retorno al Euskaltel
El 5 de octubre de 2004 se anunció su regreso al Euskaltel-Euskadi (que en 2005 sería de categoría ProTour, la nueva máxima división del ciclismo mundial), tras haber llegado a un acuerdo para las dos próximas temporadas con el mánager general de la formación, Miguel Madariaga.

##### 2005
En 2005 empezó la temporada en febrero corriendo en Andalucía, para viajar posteriormente a tierras italianas para correr en marzo la Tirreno-Adriático y la Classicissima Milán-San Remo, sin resultados relevantes. Dos meses después, en mayo, afinó su puesta a punto ganando la segunda etapa de la Clásica de Alcobendas, y tras ser noveno en la contrarreloj de la tercera y última etapa finalizó octavo en la clasificación general.
Fue el jefe de filas del equipo en una de las carreras de casa, la Euskal Bizikleta, donde ganó una etapa.
Ese año corrió por primera vez el Tour de Francia. Su paso por la Grande Boucle concluyó con un abandono en la 15.ª etapa.

##### 2006
Tras participar en la Tirreno-Adriático tuvo problemas con polen durante mes y medio, siéndole diagnosticado un asma bronquial. Herrero iría a la Euskal Bizikleta disputada en junio como uno de los jefes de filas del equipo naranja para la carrera de casa (enmarcada en el UCI Europe Tour), junto a Haimar Zubeldia (con la vista puesta en el inminente Tour, en julio) y Samuel Sánchez (líder para la Vuelta, en septiembre), y con intención de recuperar la confianza de Igor González de Galdeano, nuevo secretario técnico del equipo.
La escuadra naranja sería uno de los cuatro equipos ProTour participantes junto a Saunier Duval, Caisse d'Epargne y Würth (continuador del Liberty Seguros), en una carrera marcada por la reciente noticia de la Operación Puerto que había destapado una red de dopaje que estaría encabezada por el doctor Eufemiano Fuentes. La investigación implicó a un gran número de ciclistas (entre los que se encontrarían la mayor parte de los corredores del Liberty Seguros-Würth de Manolo Saiz, detenido en la operación), que seguían no obstante compitiendo y que de hecho serían rivales Herrero en la ronda vasca. Poco después se conocería que el propio secretario técnico del Euskaltel-Euskadi, Galdeano, figuraba también como presunto cliente de Fuentes en la temporada 2005 (su último año como profesional, en el que corrió a las órdenes de Saiz).
En el plano deportivo, la Euskal Bizikleta comenzó con una etapa con final en Zaratamo, en la que Herrero fue segundo a seis segundos del ganador Koldo Gil (Saunier Duval), ex del Liberty Seguros e identificado también como presunto cliente del doctor Fuentes. En la segunda etapa Herrero intentó rematar el trabajo de desgaste al equipo del líder realizado por sus compañeros para tratar de arrebatar la primera posición a Gil, aunque el navarro respondió y la etapa concluyó sin cambios. En la tercera etapa En la cuarta etapa En la quinta etapa
Posteriormente corrió la Vuelta a Suiza, Fue tercero en el Campeonato de España contrarreloj, sólo superado por Toni Tauler y Rubén Plaza, obteniendo la medalla de bronce.
El plan de Herrero consistía entonces en no correr el Tour de Francia en julio y prepararse para la Vuelta a España que se disputaría en septiembre, después de que Galdeano le anunciara que iría a la ronda española. Sin embargo, durante el verano la situación cambió como consecuencia de las negociaciones para su renovación en el equipo naranja. El corredor comunicó al equipo durante esa negociación que tenía una oferta importante de otro equipo; poco después, antes de correr la Clásica de San Sebastián, Galdeano comunicó al ciclista que no iría a la Vuelta, y le recomendó que si tenía una oferta de otro equipo se fuera, ya que aunque si no tenía ofertas el Euskaltel le renovaría Galdeano opinaba que no encajaba con la filosofía que quería implantar en el equipo.
Tras conocer esa decisión Herrero dijo no sentirse valorado por la dirección, y aseguró que se marchaba con pena, aunque sin rencor hacia Galdeano y Madariaga. La salida del corredor bilbaíno dejaba al equipo sin uno de sus pocos ciclistas ganadores.

La marcha de Herrero coincidió en el tiempo con otras decisiones importantes de Galdeano, como la no renovación de Julián Gorospe como director deportivo, así como con la marcha de Iban Mayo (uno de los líderes del conjunto naranja) al Saunier Duval de Matxín.

#### Nuevos retos en Galicia

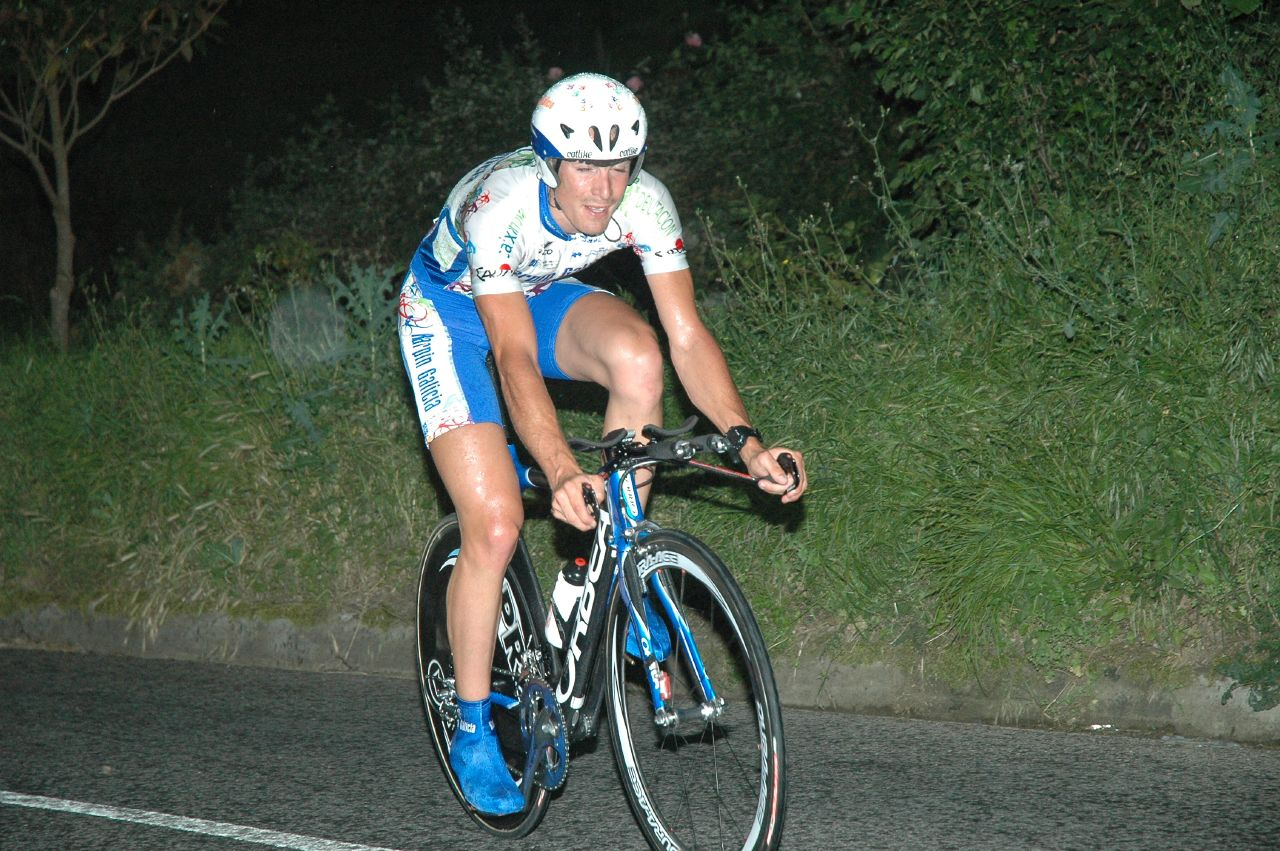
Herrero, en la Euskal Bizikleta 2007.

##### 2007
En 2007 fichó por el nuevo equipo Karpin Galicia, dirigido por Álvaro Pino y de categoría Continental Profesional. La temporada terminó sin victorias.

##### 2008
En 2008, con el equipo renombrado como Xacobeo Galicia, tuvo una destacada actuación en la Vuelta al País Vasco (de categoría ProTour). Así, logró una victoria de etapa en la meta de Viana (3.ª etapa), al imponerse en la ascendente parte final al vigente campeón del mundo, Paolo Bettini. Previamente ya había destacado en las dos primeras etapas, al ser tercero en ambas. Herrero se encontraba cuarto en la general a falta de dos etapas, y con opciones por tanto de entrar en el podio. En la 5.ª (y penúltima) etapa pasada por agua aguantó con los favoritos, junto a hombres como Contador, Evans, Cunego, Riccò, Kirchen, Frank Schleck, Dekker, Astarloza, Joaquim Rodríguez Rebellin, en la ascensión al duro e inédito Muro de Aia y su bajada, pero sufrió una caída al resbalarse en un deslizante paso de cebra elevado a 400 metros de la meta de Orio, al igual que Evans y Riccò. El que salió peor parado de los tres resultó ser Herrero, quien tras permanecer un tiempo dolorido en el suelo montó en la bicicleta y logró cruzar la meta pedaleando con una única pierna (la otra, inmóvil, la tenía en carne viva por la caída) y entre lágrimas, pues aunque se le contabilizó en meta el mismo tiempo que al resto de favoritos (el tiempo perdido por caídas en los 2 últimos kilómetros no penalizaba para la general) tuvo que acudir al hospital y renunciar a tomar parte en la contrarreloj final que decidiría el podio de la carrera.
Las pruebas médicas le diagnosticaron una fisura del trocánter mayor de su pierna derecha, que le obligó a permanecer un mes en reposo absoluto y sin tocar la bicicleta, teniendo que renunciar así a correr otros de sus objetivos en esa primera parte de la temporada: la Volta a Cataluña (también ProTour), la Vuelta a Asturias y la Euskal Bizikleta (ambas Continentales).

##### 2009
Ganó la última etapa del G. P. Paredes Rota dos Móveis y la tercera etapa de la Vuelta a la Comunidad de Madrid. Fue undécimo en la Subida a Urkiola y terminó segundo de la 15.ª etapa de la Vuelta a España tan sólo superado por Lars Boom.

### Actualidad
Los problemas de tendinitis en una de sus rodillas que arrastraba desde la Vuelta a España le hicieron trasladarse a Barcelona para recibir un tratamiento de electrólisis percutánea intratisular en la Cerede (Clínica Especialista en Rehabilitación Deportiva), después de que los cuidados aplicados hasta entonces no hubieran dado resultado. Herrero, sin equipo ni visos de ser contratado por uno, no descartó la posibilidad de dar el salto al ciclismo en pista y achacó a "las circunstancias" su salida del pelotón profesional, a pesar de que no consideraba que su final hubiera llegado todavía.

## Palmarés
| 2002 - 1 etapa de la Vuelta a Castilla y León 2003 - 1 etapa de la Vuelta a La Rioja 2004 - 1 etapa de la Vuelta a Asturias - Clásica de Ordizia 2005 - 1 etapa de la Clásica de Alcobendas - G. P. Llodio - 1 etapa de la Euskal Bizikleta - 1 etapa de la Vuelta a Burgos | 2006 - 1 etapa de la Euskal Bizikleta - 3.º en el Campeonato de España Contrarreloj 2008 - 1 etapa de la Vuelta al País Vasco 2009 - 1 etapa del G. P. Paredes Rota dos Móveis - 1 etapa de la Vuelta a la Comunidad de Madrid |

## Resultados en Grandes Vueltas
Durante su carrera deportiva consiguió los siguientes puestos en las Grandes Vueltas:
| Carrera | Carrera         | 2002 | 2003 | 2004 | 2005 | 2006 | 2007 | 2008 | 2009 |
| ------- | --------------- | ---- | ---- | ---- | ---- | ---- | ---- | ---- | ---- |
|         | Giro de Italia  | —    | —    | —    | —    | —    | —    | —    | —    |
|         | Tour de Francia | —    | —    | —    | Ab.  | —    | —    | —    | —    |
|         | Vuelta a España | —    | —    | 73.º | —    | —    | 33.º | 47.º | 28.º |

—: No participa

Ab.: Abandono

## Equipos
- Euskaltel-Euskadi (2002-2003)
- Costa de Almería-Paternina (2004)
- Euskaltel-Euskadi (2005-2006)
- Xacobeo Galicia (2007-2009)